# 蔡都镇
蔡都镇，是中国河南省驻马店市上蔡县下辖的一个乡镇级行政单位。

## 行政区划
蔡都镇共辖以下地区：
老城居委会、升仙桥居委会、白云观居委会、龙泉居委会、石桥村、王庄村、申赵村、贾竹园村、吴桥村、井庄村、武庄村、二里庄村。